# Hieracium canescens
Hieracium canescens — вид квіткових рослин з родини айстрових (Asteraceae). Вид зростає в Європі: Франція, Німеччина, Північна Іспанія, Швейцарія, Польща ?; це багаторічна рослина.